# 의형제 (1965년 영화)
"의형제"는 1965년 공개된 대한민국의 영화이다.

## 배역
- 신성일
- 최무룡
- 최지희
- 허장강
- 황해
- 독고성
- 최성호
- 이빈화